# 廣瀬佳正
廣瀬 佳正（ひろせ よしまさ、1977年10月21日 - ）は、栃木県宇都宮市出身の元自転車プロロードレース選手。チームブリヂストン・アンカー、スキル・シマノを経て、地元で自ら立ち上げた宇都宮ブリッツェンに所属。現・宇都宮ブリッツェンの運営会社副社長。

## 人物
元々、運動が大好きで空手や野球、テニスなどさまざまなスポーツをやっていたが、自転車部に入っていた兄の影響から高校一年生時より自転車競技を始めた。地元で行われた「ジャパンカップサイクルロードレース」という大きな国際大会を見て衝撃を受け、自分もロードレースの世界で、ヨーロッパでプロになりたいと誓い、そこからロードレース一本となった。

2006年の戦績により、オールラウンダーとして2007～2008年はヨーロッパツアーを転戦。

2009年のジャパンカップサイクルロードレースでは山岳賞を獲得し、観客の注目を集めた。

2012年6月のJPT第8戦 JBCF東日本ロードクラシック（群馬サイクルスポーツセンター）にて、競技生活20年目にしてメジャーロードレースでの初勝利を飾った。

## 来歴
作新学院高等部(自転車競技部）卒業後、佐野のクラブチーム「YCST」に所属。
1998年
- 全日本選手権U23個人タイムトライアル 優勝

1999年
- 全日本選手権U23個人タイムトライアル 優勝

2001年
- チームブリヂストン・アンカーに加入。

2003年
- シマノレーシングに移籍。

2005年
- ジャパンカップサイクルロードレース 山岳賞

2006年
- 全日本選手権 5位
- ジャパンカップサイクルロードレース 山岳賞
- Ｊツアーの年間ランキング８位

2007年
- ジャパンカップサイクルロードレース 山岳賞

2008年
- 地元栃木で自ら企画し結成した宇都宮ブリッツェンに移籍。選手兼任コーチとなる。

2009年
- 10月25日 ジャパンカップサイクルロードレース 山岳賞

2010年
- コーチ職を解かれ、キャプテンとして選手業に専念。

2012年
- 3月11日 JPT第1戦 JBCFしもふさクリテリウム - 決勝50分+2周(1周＝1.5km) 7位
- 3月18日 西日本チャレンジロードレース - A-E 61.5km(12.3kmx5laps) 6位
- 4月8日 JPT第3戦 JBCF南紀白浜クリテリウム - 39km 4位
- 4月21日 JPT第4戦 JBCF群馬CSCロードレース - 120km 11位
- 6月24日 JPT第8戦 JBCF東日本ロードクラシック - 150km 優勝
- 7月1日 JPT第9戦 JBCF西日本ロードクラシック - 147.6km 2位
- 8月18日 JPT第11戦 JBCF湾岸クリテリウム - 決勝32km　2位
- 9月12日 今季限りでの現役引退を発表[2]。
- 10月14日 JPT第16戦 JBCF知多半島美浜クリテリウム -  95分+2周　2位
- 10月20日 JAPANCUP CRITERIUMS - 宇都宮市街地 - UCIクリテリウム - 31km 9位
- 12月1日 宇都宮ブリッツェンのGMに就任[3]。

2016年
- 7月31日 湾岸クリテリウム スペシャルステージ ジャパン・レジェンドたちによるドリームレース 優勝[4]

2020年
- 11月6日 翌年より開始されるジャパンサイクルリーグの代表取締役社長に就任[5]。